# 벤디다드
벤디다드 또는 비데브다트는 아베스타의 더 큰 일람 내의 문헌의 집합이다. 그러나 아베스타의 다른 문헌과는 달리 벤디다드는 교회 법전이며 전례의 책자는 아니다.
문헌의 이름은 아베스타어 비대보다타의 축약으로 '마에 대항하여 주어진'이라는 뜻이다. 이름이 함축하듯이 벤디다드는 악의와 그들을 깨트릴 방법의 다양한 표현의 목록이다.

## 같이 보기
- 아베스타